# Vi presento i miei
Vi presento i miei (Retired at 35) è una sitcom statunitense creata da Chris Case e trasmessa in prima TV da TV Land. La serie è iniziata con una stagione di 6 episodi. Successivamente è stata rinnovata per una seconda stagione. Il 13 dicembre 2012 a causa dei bassi ascolti è stata cancellata.

## Trama
David Robbins è un trentacinquenne che sente la mancanza dei genitori, entrambi pensionati. Un giorno decide di andarli a trovare e decide di licenziarsi, andando così lui stesso in pensione.

## Episodi
La prima stagione è stata originariamente trasmessa dal 19 gennaio al 23 marzo 2011. In Italia la serie è stata trasmessa in prima visione su Fox dal 14 luglio dello stesso anno. La seconda stagione è stata invece trasmessa negli Stati Uniti dal 26 giugno al 29 agosto 2012, mentre in Italia è ancora inedita.
| Stagione         | Episodi | Prima TV USA | Prima TV Italia |
| ---------------- | ------- | ------------ | --------------- |
| Prima stagione   | 6       | 2011         | 2011            |
| Seconda stagione | 14      | 2011-2012    | 2011            |